# Байстром (Каліфорнія)
Байстром (англ. Bystrom) — переписна місцевість (CDP) в США, в окрузі Станіслаус штату Каліфорнія. Населення — 3957 осіб (2020).

## Географія
Байстром розташований за координатами 37°37′10″ пн. ш. 120°58′53″ зх. д. / 37.61944° пн. ш. 120.98139° зх. д. (37.619374, -120.981295).  За даними Бюро перепису населення США в 2010 році переписна місцевість мала площу 1,88 км², з яких 1,83 км² — суходіл та 0,05 км² — водойми.

## Демографія
Згідно з переписом 2010 року, у переписній місцевості мешкало 4008 осіб у 1072 домогосподарствах у складі 826 родин. Густота населення становила 2128 осіб/км².  Було 1156 помешкань (614/км²).
Расовий склад населення:
| - 50,0 % — білих - 2,3 % — азіатів - 2,0 % — чорних або афроамериканців - 1,5 % — корінних американців - 0,4 % — вихідців з тихоокеанських островів - 39,4 % — осіб інших рас |

До двох чи більше рас належало 4,3 %. Частка іспаномовних становила 76,2 % від усіх жителів.
За віковим діапазоном населення розподілялося таким чином: 33,3 % — особи молодші 18 років, 59,8 % — особи у віці 18—64 років, 6,9 % — особи у віці 65 років та старші. Медіана віку мешканця становила 28,3 року. На 100 осіб жіночої статі у переписній місцевості припадало 110,0 чоловіків;  на 100 жінок у віці від 18 років та старших — 110,5 чоловіків також старших 18 років.
Середній дохід на одне домашнє господарство  становив 34 493 долари США (медіана — 25 402), а середній дохід на одну сім'ю — 39 761 долар (медіана — 30 048). Медіана доходів становила 37 380 доларів для чоловіків та 27 625 доларів для жінок. За межею бідності перебувало 34,2 % осіб, у тому числі 44,2 % дітей у віці до 18 років та 44,0 % осіб у віці 65 років та старших.
Цивільне працевлаштоване населення становило 1193 особи. Основні галузі зайнятості: науковці, спеціалісти, менеджери — 20,2 %, роздрібна торгівля — 15,5 %, виробництво — 15,0 %.